# Lethrus scoparius
Lethrus scoparius là một loài bọ cánh cứng trong họ Geotrupidae. Loài này được Fischer von Waldheim miêu tả khoa học năm 1821.